# Rose-Marie De Bruycker
Rose-Marie De Bruycker (22 september 1946) is een Belgische oud-atlete. Ze was gespecialiseerd in het verspringen en behaalde twee Belgische titels.

## Biografie
De Bruycker evenaarde in 1964 met een sprong van 5,68 m het Belgisch record van Dorette Van de Broek. Ze veroverde dat jaar ook haar eerste van twee opeenvolgende Belgische titels.

### Clubs
De Bruycker was aangesloten bij ASUB.

## Belgische kampioenschappen
| Onderdeel   | Jaar       |
| ----------- | ---------- |
| verspringen | 1964, 1965 |

## Persoonlijk record
| Onderdeel   | Prestatie | Datum       | Plaats   |
| ----------- | --------- | ----------- | -------- |
| verspringen | 5,68 m    | 24 mei 1964 | Oordegem |

## Palmares

### verspringen
- 1964:  BK AC - 5,53 m
- 1965:  BK AC - 5,59 m